# الطريق الأوروبي E37
الطريق الأوروبي E37 هو عن عبارة عن سلسلة من الطرق في ألمانيا، وهو جزء من شبكة الطرق الأوروبية الدولية للأمم المتحدة. يمتد من بريمن إلى كولونيا داخل ألمانيا.